# Tramlijn T3 (Gent)
Tramlijn T3 (kleur blauw) is sinds 6 januari 2024 een tramlijn in de Belgische stad Gent. Ze volgt het traject Zwijnaarde - Sint-Pietersstation - Rozemarijnbrug - Kouter - Zuid - Ledeberg - Moscou.

## Geschiedenis
De lijn ontstond op 6 januari 2024 bij de hervorming van het Gentse tramnet, door het combineren van delen van de voormalige tramlijn 2 en tramlijn 4. Er was geen directe voorganger van deze lijn, al reed er eerder een andere tramlijn 3 in Gent.